# Giải vô địch bóng đá nữ U-19 châu Âu 2010
Giải vô địch bóng đá nữ U-19 châu Âu 2010 diễn ra tại Cộng hòa Macedonia từ ngày 24 tháng 5 đến 5 tháng 6 năm 2010.

## Vòng bảng

### Bảng A
| Đội      | Tr | T | H | B | BT | BB | HS | Đ |
| -------- | -- | - | - | - | -- | -- | -- | - |
| Đức      | 3  | 3 | 0 | 0 | 11 | 3  | +8 | 9 |
| Anh      | 3  | 2 | 0 | 1 | 6  | 4  | +2 | 6 |
| Ý        | 3  | 0 | 1 | 2 | 5  | 9  | −4 | 1 |
| Scotland | 3  | 0 | 1 | 2 | 5  | 11 | −6 | 1 |

| Scotland    | 1 – 3    | Anh                                        |
| ----------- | -------- | ------------------------------------------ |
| Beattie 67' | Chi tiết | Duggan 20' · Christiansen 34' · Coombs 72' |

| Đức                                                     | 4 – 1    | Ý         |
| ------------------------------------------------------- | -------- | --------- |
| Malinowski 15' · Kayikci 25' · Bagehorn 34' · Simon 47' | Chi tiết | Mason 59' |

| Scotland     | 1 – 5    | Đức                                                           |
| ------------ | -------- | ------------------------------------------------------------- |
| Dempster 66' | Chi tiết | Knaak 45+2', 69', 90+1' · Kleiner 25' (ph.đ.) · Doppler 90+2' |

| Anh                       | 2 – 1    | Ý         |
| ------------------------- | -------- | --------- |
| Duggan 87' · Bruton 90+1' | Chi tiết | Vitale 6' |

| Ý                                      | 3 – 3    | Scotland                      |
| -------------------------------------- | -------- | ----------------------------- |
| Bonansea 17' · Franco 22' · Vitale 27' | Chi tiết | Ewens 20' · Dempster 64', 73' |

| Anh          | 1 – 2    | Đức                     |
| ------------ | -------- | ----------------------- |
| Bruton 45+1' | Chi tiết | Doppler 12' · Knaak 40' |

### Bảng B
| Đội           | Tr | T | H | B | BT | BB | HS  | Đ |
| ------------- | -- | - | - | - | -- | -- | --- | - |
| Hà Lan        | 3  | 3 | 0 | 0 | 11 | 0  | +11 | 9 |
| Pháp          | 3  | 2 | 0 | 1 | 7  | 3  | +4  | 6 |
| Tây Ban Nha   | 3  | 1 | 0 | 2 | 6  | 3  | +3  | 3 |
| Bắc Macedonia | 3  | 0 | 0 | 3 | 1  | 19 | −18 | 0 |

| Bắc Macedonia | 0 – 6    | Tây Ban Nha                                                                     |
| ------------- | -------- | ------------------------------------------------------------------------------- |
|               | Chi tiết | Galan 38' · del Rio 53' · Ferez 81' · Losada 85' · Buceta 87' · Beristain 90+2' |

| Hà Lan                      | 2 – 0    | Pháp         |
| --------------------------- | -------- | ------------ |
| van Dongen 8' · Martens 35' | Chi tiết | Rousseau 88' |

| Bắc Macedonia | 0 – 7    | Hà Lan                                                                         |
| ------------- | -------- | ------------------------------------------------------------------------------ |
|               | Chi tiết | Martens 1', 66' · Lewerissa 10', 45' · Koopmans 23', 56' · van de Wetering 79' |

| Tây Ban Nha | 0 – 1    | Pháp          |
| ----------- | -------- | ------------- |
|             | Chi tiết | Le Garrec 69' |

| Pháp                                                              | 6 – 1    | Bắc Macedonia   |
| ----------------------------------------------------------------- | -------- | --------------- |
| Makanza 12', 40' · Catala 14' · Barbetta 15', 88' · Le Garrec 72' | Chi tiết | N. Andonova 66' |

| Tây Ban Nha | 0 – 2    | Hà Lan                       |
| ----------- | -------- | ---------------------------- |
|             | Chi tiết | van Dongen 37' · Martens 39' |

## Vòng đấu loại trực tiếp
|  | Bán kết | Bán kết | Bán kết |     |      | Chung kết | Chung kết | Chung kết |  |
|  |         |         |         |     |      |           |           |           |  |
|  | Đức     | Đức     | 1(3)    |     |      |           |           |           |  |
|  | Đức     | Đức     | 1(3)    |     |      |           |           |           |  |
|  | Pháp    | Pháp    | 1(5)    |     |      |           |           |           |  |
|  | Pháp    | Pháp    | 1(5)    |     | Pháp | Pháp      | 2         |           |  |
|  |         |         |         |     | Pháp | Pháp      | 2         |           |  |
|  |         |         | Anh     | Anh | 1    |           |           |           |  |
|  | Hà Lan  | Hà Lan  | Anh     | Anh | 1    | 0(4)      |           |           |  |
|  | Hà Lan  | Hà Lan  |         |     |      |           |           |           |  |
|  | Anh     | Anh     | 0(5)    |     |      |           |           |           |  |

### Bán kết
| Đức                                   | 1 – 1 (s.h.p.) | Pháp                                           |
| ------------------------------------- | -------------- | ---------------------------------------------- |
| Malinowski 37'                        | Chi tiết       | Barbance 28'                                   |
| Loạt sút luân lưu                     |                |                                                |
| Bagehorn · Kleiner · Elsig · Beckmann | 3 – 5          | Torrent · Catala · Le Garrec · Rubio · Crammer |

| Hà Lan                                               | 0 – 0 (s.h.p.) | Anh                                                 |
| ---------------------------------------------------- | -------------- | --------------------------------------------------- |
|                                                      | Chi tiết       |                                                     |
| Loạt sút luân lưu                                    |                |                                                     |
| Jansen · Worm · Martens · van Dongen · van der Gragt | 4 – 5          | Nobbs · Christiansen · Holbrook · Bonner · Flaherty |

### Chung kết
| Pháp                     | 2 – 1    | Anh          |
| ------------------------ | -------- | ------------ |
| Lavaud 29' · Crammer 55' | Chi tiết | Holbrook 25' |

| Vô địch U-19 nữ châu Âu 2010 |
| ---------------------------- |
| · Pháp · Lần thứ hai         |